# 28

## Eventos
- Ápio Júnio Silano e Públio Sílio Nerva, cônsules romanos.[1]

## Nascimentos
- Berenice, a irmã de Agripa II que esteve presente no julgamento de Paulo,[2] conforme Atos 25:13–27 e Atos 26:30

## Falecimento
João Batista